# Cordia brunnea
Cordia brunnea är en strävbladig växtart som beskrevs av Wilhelm Sulpiz Kurz. Cordia brunnea ingår i släktet Cordia, och familjen strävbladiga växter. Inga underarter finns listade i Catalogue of Life.